# Grandes Premios de las Asociaciones Literarias
Los grandes premios de las asociaciones literarias (GPAL) son premios literarios otorgados en Camerún desde 2013, con el patrocinio de Castel Beer.
La competencia GPAL es internacional] y está abierta a la participación de autores y de las asociaciones literarias que son las únicas autorizadas para proponer los libros al Jurado.
Inicialmente declarado en sus primeras ediciones como un premio bilingüe que acoge los libros escritos en francés o en inglés, la quinta edición dio la bienvenida a los libros escritos en español. Entre los 124 libros preseleccionados en el GPAL 2017 (por 104 asociaciones de 30 países), 16 fueron de autores hispanohablantes, mayormente de México. Tres de estos libros han llegado a la fase final, uno de los cuales fue coronado en la categoría de Investigación.
También se acoge libros escritos en lenguas africanas. En la edición de 2018, una obra escrita en Kikongo fue nominada.

## El concepto
Los autores contemporáneos se otorgan en dos categorías: la categoría de Investigación, reservada para ensayos, y la categoría de Bellas-letras dedicada a la literatura artística (novela, cuento, poesía, teatro). Las obras son preseleccionadas por las asociaciones literarias o similares. El pre-jurado, precisamente un comité preliminar de clasificación, es responsable de publicar al menos seis libros nominados para ser presentados al gran Jurado, responsable de designar a los galardonados. El gran Jurado está formado por al menos nueve miembros que no se conocen entre sí como tal, y que trabajan por separado; los jurados no pueden sentarse en dos ediciones seguidas. El premio puede ser ganado hasta tres veces por el mismo autor. Sin embargo, un autor galardonado tendrá que dejar al menos una edición sin participar antes de volver a ser elegible.

## Otros premios GPAL
Hay otros premios que son otorgados por el equipo de los GPAL. El Grand prix de la Mémoire (Gran Premio de la Memoria) se otorga póstumamente a un ícono de la literatura. El Grand Prix des Mécènes (Gran Premio de los Patrones) se otorga a un autor experimentado, distinguido por la calidad de su producción bibliográfica. El Asso-Prize rinde homenaje a una asociación en reconocimiento de sus actividades desplegadas en el marco de la promoción de la literatura.

## Recompensa
El GPAL atribuye una recompensa de aproximadamente 1,000 dólares estadounidenses y una promoción de medios más costosa para los autores y los libros premiados. Muchas actividades literarias también se organizan sobre las obras premiadas, como el Concurso de Disertación-GPAL, el Día del Estudiante-GPAL, por ejemplo.

## Transparencia
El Informe GPAL sobre los procedimientos de designación de los ganadores es un documento publicado para cada edición dos o tres años después de la ceremonia de premiación. El propósito del informe es demostrar la transparencia en los métodos de los GPAL y así evitar cualquier controversia alrededor de los ganadores, sino también para reforzar la reputación de objetividad que surge del concurso.

## Galardonados
GPAL 2013
- Presidente del Jurado: Guillaume Oyônô Mbia
- Categoría de Investigación: Magloire Ondoa, premiado por sus obras tituladas Textes et Documents du Cameroun (1815–2012), respaldadas por Club Kwame Nkrumah.
- Categoría de Bellas-letras : Eric Mendi, premiado por su libro titulado Opération Obama, respaldado por Lire des merveilles.
- Grand prix de la mémoire: Francis Bebey (1929–2001)

GPAL 2014
- Presidente del Jurado: Adamou Ndam Njoya
- Categoría de Investigación: Hermine Kembo, premiada por su libro titulado Le système africain de protection des droits de l’homme, respaldado por UNIJEAPAJ Internacional.
- Categoría de Bellas-letras: Charles Salé, premiado por su libro titulado La’afal. Ils ont dit..., respaldado por Grenier Littéraire.

Grand prix de la mémoire: Tchicaya U Tam’Si (1931–1988)
- Grand Prix des Mécènes: Guillaume Oyônô Mbia
- Asso-Prize: Compagnie Feugham

GPAL 2015
- Presidenta del Jurado: Claude Njikè Bergeret
- Categoría de Investigación: Jacques Fame Ndongo, premiado por su libro titulado Essai sur la sémiotique d’une civilisation en mutation, respaldado por Club Unesco de l’Université de Douala.
- Categoría de Bellas-letras: Fiston Mwanza Mujila, premiado por su libro titulado Tram 83, respaldado por Asprobir France.
- Grand prix de la mémoire: Cheikh Anta Diop (1923–1986)
- Grand Prix des Mécènes: Patrice Kayo[23]
- Asso-Prize: Grenier Littéraire

GPAL 2016
- Presidente del Jurado: Hubert Mono Ndjana
- Categoría de Investigación: Felwine Sarr, premiado por su libro titulado Afrotopia, respaldado por CLIJEC.
- Categoría de Bellas-letras: Eric Mendi, premiado por su libro titulado AFANE – Forêt Equatoriale, respaldado por Maison de la culture Québec - Cameroun.
- Grand prix de la mémoire: Sankie Maimo (1930–2013)[25]
- Grand Prix des Mécènes: Bernard Dadié[26]
- Asso-Prize: Asociación Gangotena (Toulon - Francia)[27]

GPAL 2017
- Presidente del Jurado: Ebénézer Njoh-Mouellé
- Categoría de Investigación: Ebénézer Billé y Georges Moukouti, coautores del libro titulado Hispanoamérica: visión contemporánea, respaldado por El Calidoscopio (México, Baja California Sur)
- Categoría de Bellas-letras: Macaire Etty, premiado por su libro titulado La geste de Bréké, respaldado por AECI (Association des Écrivains de Côte d'Ivoire)
- Grand prix de la mémoire: William Edward Burghardt Du Bois, también conocido como WEB DU BOIS (1868 - 1963)
- Grand Prix des Mécènes: Seydou Badian Kouyaté[29]
- Asso-Prize: Maison de la Culture Québec-Cameroun

GPAL 2018
- Presidente del Jurado: Patrice Kayo[31]
- Categoría de Investigación: Helen Lackner, galardonada por su libro titulado Yemen in Crisis, respaldado por Middle East Studies Association (Estados Unidos)
- Categoría de Bellas-letras: Yasmina Khadra, premiado por su libro titulado Khalil, respaldado por Association Culturelle La Grande Maison de Tlemcen (Argelia)
- Grand prix de la mémoire: Jean-Marc Ela, filósofo camerunés (1936-2008)
- Grand Prix des Mécènes: Ngugi wa Thiong'o
- Asso-Prize: El Calidoscopio (México)

GPAL 2019
- Presidente del Jurado: J. Shenga
- Categoría de Investigación: Victor Julius Ngoh, galardonado por su libro titulado Cameroon 1884 - Present, respaldado por ORES (Organization of Rural Education Simplicity
- Categoría de Bellas-letras: Namwali Serpell, premiado por su libro titulado The Old Drift, respaldado por Spirit of Book
- Grand prix de la mémoire: Chinua Achebe (1930 - 2013)
- Grand Prix des Mécènes: Cheikh Hamidou Kane[33]
- Asso-Prize: Colectivo Cultural Inociativa Poétiva (México)

[actualizar]